# Sphaeromapseudes plumosetosa
Sphaeromapseudes plumosetosa is een naaldkreeftjessoort uit de familie van de Sphaeromapseudidae. De wetenschappelijke naam van de soort is voor het eerst geldig gepubliceerd in 2011 door Larsen.